# Coniopteryx (Xeroconiopteryx) ressli
Coniopteryx (Xeroconiopteryx) ressli is een insect uit de familie van de dwerggaasvliegen (Coniopterygidae), die tot de orde netvleugeligen (Neuroptera) behoort. 
Coniopteryx (Xeroconiopteryx) ressli is voor het eerst wetenschappelijk beschreven door Rausch & H. Aspöck in 1978.